# Вінделельвен
Вінделельвен (швед. Vindelälven) — річка на півночі Швеції, основна (ліва) притока річки Умеельвен. Довжина річки становить 445 км,   площа басейну — 12650 км²,  що становить 47,17 % всього басейну Умеельвен. Бере початок від гірських озер у Скандинавських горах у 10 км від кордону з Норвегією, на висоті приблизно 1000 м над рівнем моря. Тече вузькою долиною у напрямку з північного заходу на південний схід. Річище порожисте. Протікає через низку озер, найбільшим з яких є Стурвіндельн. Впадає в Умеельвен на відстані приблизно 35 км від її гирла — місця впадіння у Ботнічну затоку Балтійського моря.  Живлення переважно снігове й дощове. Середня витрата близько 190 м³/с. Основна, ліва, притока — Лайсельвен.  

## Галерея

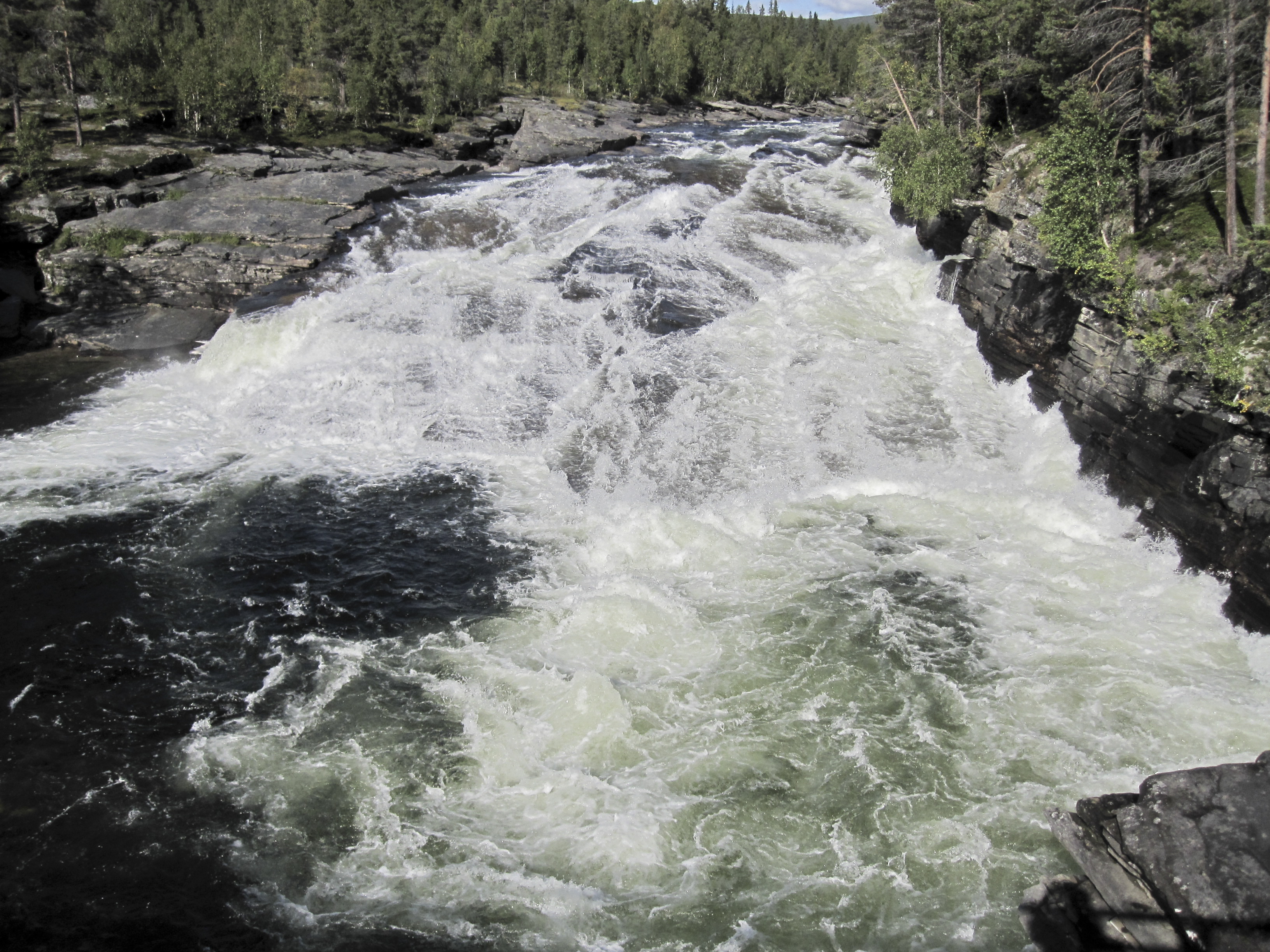
Пороги на Вінделельвен біля міста Аммарнес.
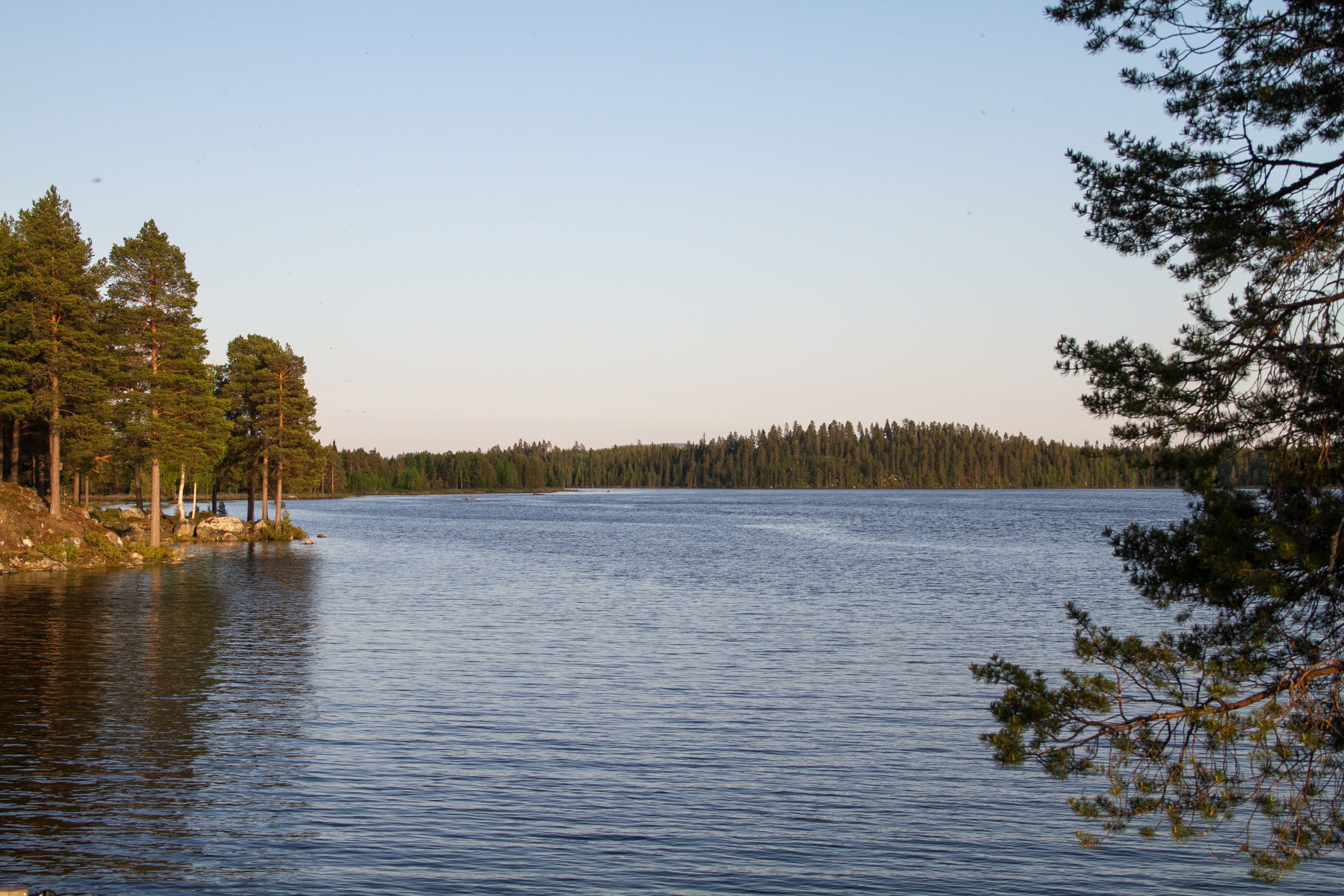
Вінделельвен біля селища Блатнікселе комуни Сурселе.